# WWS-3 Delfin
WWS-3 Delfin – polski szybowiec treningowy skonstruowany w dwudziestoleciu międzywojennym.

## Historia

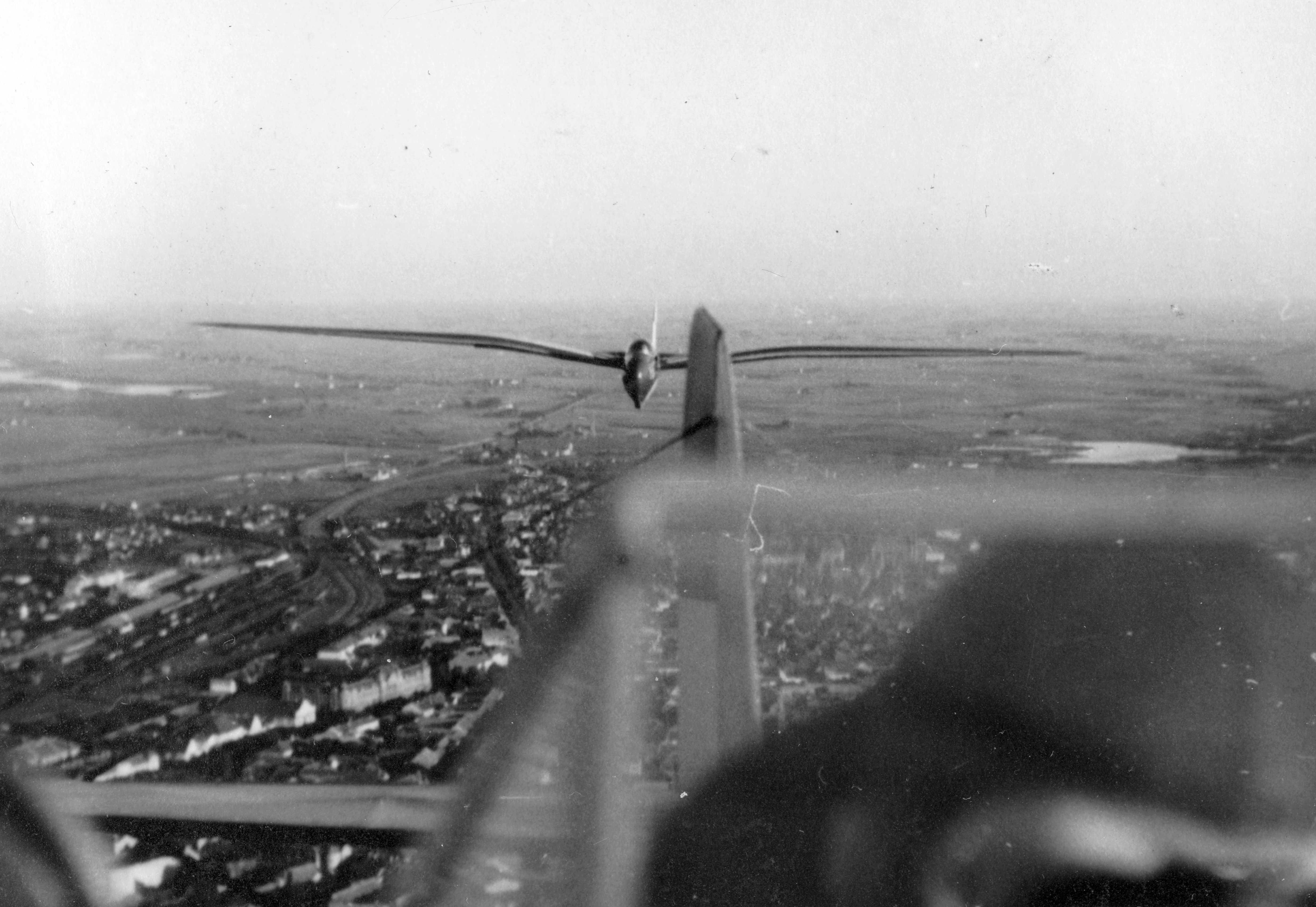
Delfin w locie na holu

Inżynier Wacław Czerwiński opracował dla Wojskowych Warsztatów Szybowcowych szybowiec treningowy oznaczony jako WWS-3 Delfin. Nowy szybowiec został zaprojektowany jako następca powszechnie używanego Komara. Model szybowca poddano badaniom w tunelu aerodynamicznym Instytutu Aerodynamicznego Politechniki Lwowskiej i przystąpiono do budowy prototypu.
Został oblatany latem 1937 roku na lotnisku Rakowice, najpierw ze startu z lin gumowych, następnie na holu za samochodem. Po początkowych lotach szybowiec został przekazany w 1938 roku na szczegółowe badania w Instytucie Techniki Lotnictwa w Warszawie. Podczas badań wypróbowano dwa rodzaje usterzenia poziomego – ze statecznikiem i płytowe. W wyniku testów do egzemplarzy seryjnych wybrano usterzenie płytowe.
Testy wykazały również, że nowy szybowiec przewyższa osiągami Komara, dając możliwość uprawniania lotów wyczynowych. Bardzo sztywna konstrukcja skrzydła umożliwiła wykonywanie szybkich przelotów bez zwiększenia prędkości opadania. Produkcja seryjna ruszyła w 1938 roku, była realizowana w WWS Kraków i w Lwowskich Warsztatach Lotniczych. Wyprodukowano ok. 70 egzemplarzy Delfina (ok. 40 w WWS i ok. 30 w LWL), które trafiły do szkół szybowcowych, m.in. w Bezmiechowej, Ustjanowej oraz w aeroklubach. Służyły do szkolenia w lotach wyczynowych (czasowych, wysokościowych i przelotach) oraz do szkolenia w locie na holu. Pięć egzemplarzy i prawo do licencyjnej produkcji zakupiła Jugosławia, brak jest informacji o liczbie wyprodukowanych tam egzemplarzy. Licencja została zakupiona również przez Rumunię, gdzie wyprodukowano 5 egzemplarzy.
Po wybuchu II wojny światowej 4 egzemplarze zostały przejęte przez ZSRS, gdzie były używane do lotów wyczynowych. III Rzesza przejęła kilka egzemplarzy Delfinów, z których jeden trafił do Danii, gdzie był używany do szkolenia. 4 sierpnia 1963 roku uległ uszkodzeniu w Rønne. W 2012 roku podjęto, wspólnie z Zakładem Szybowcowym w Jeżowie, jego rekonstrukcję. Odbudowany egzemplarz jest eksponowany w zbiorach Dansk Svæveflyvehistorisk Klub ze znakami rejestracyjnymi OY-DYX.

## Konstrukcja
Jednomiejscowy szybowiec treningowy w układzie wolnonośnego grzbietopłata o konstrukcji drewnianej.
Kadłub o konstrukcji półskorupowej i przekroju owalnym. Wyposażony w zaczep do startu z lin gumowych i na holu. Kabina pilota zakryta, osłonięta stałym wiatrochronem i odejmowaną osłoną. Fotel pilota regulowany, przystosowany do spadochronu plecowego. Tablica przyrządów wyposażona w wysokościomierz, wariometr, zakrętomierz, prędkościomierz i zegar czasowy lub busolę.
Płat o obrysie prostokątno-trapezowym i kształcie spłaszczonego M, dwudzielny, jednodźwigarowy z dźwigarkiem pomocniczym. Kryty do dźwigarów sklejką, dalej płótnem. Wyposażony w lotki kryte płótnem. Wykonany jako całość ze statecznikiem pionowym. Napęd lotek linkowy.
Usterzenie klasyczne, krzyżowe. Statecznik pionowy kryty sklejką, do niego było zamontowane poziome, dwudzielne usterzenie płytowe. Napęd sterów linkowy.
Podwozie jednotorowe złożone z jesionowej podkadłubowej płozy amortyzowanej dętką i drewnianej płozy ogonowej.

## Malowanie
Powierzchnie drewniane były malowane na kolor wiśniowy, pokrycie płócienne cellonowane. Znaki rejestracyjne na kadłubie białe, na skrzydłach czarne. Na sterze kierunku szybowców w WWS znajdował się napis "WWS-3", a szybowców budowanych w LWL logo zakładów i napis "Delfin".